# Cleveland (Wisconsin)
|  | Per a altres significats, vegeu «Cleveland (desambiguació)». |

Cleveland és una població dels Estats Units a l'estat de Wisconsin. Segons el cens del 2000 tenia 1.361 habitants.

## Demografia
Segons el cens del 2000, Cleveland tenia 1.361 habitants, 536 habitatges, i 384 famílies. La densitat de població era de 258,9 habitants per km².
Dels 536 habitatges en un 32,1% hi vivien nens de menys de 18 anys, en un 65,1% hi vivien parelles casades, en un 4,1% dones solteres, i en un 28,2% no eren unitats familiars. En el 23,3% dels habitatges hi vivien persones soles el 9,5% de les quals corresponia a persones de 65 anys o més que vivien soles. El nombre mitjà de persones vivint en cada habitatge era de 2,54 i el nombre mitjà de persones que vivien en cada família era de 3,02.
Per edats la població es repartia de la següent manera: un 25,3% tenia menys de 18 anys, un 7,1% entre 18 i 24, un 31,8% entre 25 i 44, un 24,5% de 45 a 60 i un 11,3% 65 anys o més.
L'edat mediana era de 37 anys. Per cada 100 dones de 18 o més anys hi havia 105,9 homes.
La renda mediana per habitatge era de 50.739 $ i la renda mediana per família de 56.607 $. Els homes tenien una renda mediana de 37.917 $ mentre que les dones 25.556 $. La renda per capita de la població era de 21.761 $. Aproximadament l'1,8% de les famílies i l'1,6% de la població estaven per davall del llindar de pobresa.